# Арха
Арха (Архэ, Архе, Арше) (др.-греч. Ἀρχή — «начало») — в греческой мифологии одна из четырёх беотийских старших муз.

## Происхождение
Согласно Цицерону, отцом Архи, а также других из четырёх «старших муз» (Аэды, Тельксиопы и Мелеты) являлся Юпитер второй — сын Неба и отец Минервы. Арха относится к первому поколению муз; второе поколение из девяти муз произошло, по Цицерону, от Юпитера третьего и Мнемосины, а третье (пиериды или пиерии) — тоже девять муз с теми же именами — родились от Пиерона и Антиопы. Арнобий пишет, что греческий историк и мифограф Мнасей тоже говорил о том, что муз было четыре и что они являются дочерями Земли (Telluris) и Неба (Caeli).

## В астрономии
В честь Архи назван нерегулярный спутник планеты Юпитер — Архе (Юпитер XLIII).